# Жяровниця
Жяровниця (словац. Žiarovnica) — річка;  притока каналу Велке Ревіштья-Бежовце, протікає в окрузі Собранці.
Довжина приблизно 15,3 км. Витік знаходиться в масиві Вигорлат (геоморфологічна підодиниця Вигорлат; схил гори Дєл) — на висоті приблизно 620-630 метрів.
Протікає територією сіл  Глівіштья; Башковце; Горня і міста Собранці. Впадає в канал Велке Ревіштья-Бежовце на території Собранець.